# Đá cầu kiểng
Đá cầu kiểng (hoặc Đá cầu nghệ thuật) là một trò chơi dân gian, hoặc cũng có thể xem là một môn thể thao dựa trên hình thức đá cầu với hai người chơi trở lên. Khác với đá cầu thi đấu, đá cầu kiểng không có luật chơi chi tiết, quy luật đơn giản nhất là người chơi chuyền quả cầu qua lại với nhau bằng mọi bộ phận cơ thể, trừ tay, miễn sao không để nó rơi xuống mặt đất. Sở dĩ gọi là đá cầu kiểng vì nó thiên về tính biểu diễn nhiều hơn là thành tích.
Thông thường, giới đá cầu kiểng sử dụng mười "chiêu" (động tác) cơ bản gồm: đá mũi chân; đá bàn chân; đá gót chân; đá cánh gà (dang rộng vai như gà đang vỗ cánh); đá lòn chéo chân; đánh vai; đánh chỏ; đánh đầu; bắt lưng; và động tác khó nhất của người chơi cầu kiểng là chiêu thứ mười mang tên Apsara, phỏng thao cú xoay người trong điệu múa Hindu - Campuchia. Để thực hiện chín chiêu đầu, người chơi chỉ cần tập luyện thường xuyên từ sáu tháng đến một năm là có thể đạt được, nhưng với chiêu cuối cùng này nếu không có năng khiếu thì rất khó thực hiện.
Đá cầu kiểng được cho là có nguồn gốc từ Campuchia. Người Campuchia gốc Việt làm ăn sinh sống tại đó một thời gian, họ mang trò chơi này du nhập về Việt Nam từ trước năm 1975.